# Ralph Guggenheim
Ralph Guggenheim (né le 6 juin 1951) est un infographiste, travaillant pour Lucasfilm, Pixar et Electronic Arts. En 1996, il a remporté un Producers Guild of America Award pour son travail sur le film Toy Story.